# Dicranoptycha freidbergi
Dicranoptycha freidbergi är en tvåvingeart som beskrevs av Jaroslav Stary 1994. Dicranoptycha freidbergi ingår i släktet Dicranoptycha och familjen småharkrankar.
Artens utbredningsområde är Israel. Inga underarter finns listade i Catalogue of Life.